# ニュートリ・ベンチャーズ
『ニュートリ・ベンチャーズ』（Nutri Ventures）は、ポルトガルのテレビアニメ。

## 登場人物
テオ
主人公、ガーディアン・パープルの孫。物語が進むに、つれて勇敢に成長。
レナ
グループの頭脳、賢い女の子。
ベン
テオとレナ、ぽっちゃりだけど、バカな友達。
ニーナ
テオの妹。